# TRIB3
TRIB3 (англ. Tribbles pseudokinase 3) – білок, який кодується однойменним геном, розташованим у людей на короткому плечі 20-ї хромосоми. Довжина поліпептидного ланцюга білка становить 358 амінокислот, а молекулярна маса — 39 578.
| 10         |  | 20         |  | 30         |  | 40         |  | 50         |
| ---------- |  | ---------- |  | ---------- |  | ---------- |  | ---------- |
| MRATPLAAPA |  | GSLSRKKRLE |  | LDDNLDTERP |  | VQKRARSGPQ |  | PRLPPCLLPL |
| SPPTAPDRAT |  | AVATASRLGP |  | YVLLEPEEGG |  | RAYQALHCPT |  | GTEYTCKVYP |
| VQEALAVLEP |  | YARLPPHKHV |  | ARPTEVLAGT |  | QLLYAFFTRT |  | HGDMHSLVRS |
| RHRIPEPEAA |  | VLFRQMATAL |  | AHCHQHGLVL |  | RDLKLCRFVF |  | ADRERKKLVL |
| ENLEDSCVLT |  | GPDDSLWDKH |  | ACPAYVGPEI |  | LSSRASYSGK |  | AADVWSLGVA |
| LFTMLAGHYP |  | FQDSEPVLLF |  | GKIRRGAYAL |  | PAGLSAPARC |  | LVRCLLRREP |
| AERLTATGIL |  | LHPWLRQDPM |  | PLAPTRSHLW |  | EAAQVVPDGL |  | GLDEAREEEG |
| DREVVLYG   |  |            |  |            |  |            |  |            |

A: Аланін

C: Цистеїн

D: Аспарагінова кислота

E: Глутамінова кислота

F: Фенілаланін

G: Гліцин

H: Гістидин

I: Ізолейцин

K: Лізин

L: Лейцин

M: Метіонін

N: Аспарагін

P: Пролін

Q: Глутамін

R: Аргінін

S: Серин

T: Треонін

V: Валін

W: Триптофан

Кодований геном білок за функцією належить до фосфопротеїнів. 
Задіяний у таких біологічних процесах, як апоптоз, відповідь на стрес, транскрипція, регуляція транскрипції. 
Локалізований у ядрі.